# Ludwig Ott
Ludwig Ott (24 de outubro de 1906 em Neumarkt-St. Helena - 25 de outubro de 1985 em Eichstätt) foi um teólogo católico romano e medievalista da Baviera, Alemanha.
Depois de estudar na Universidade Católica de Eichstätt-Ingolstadt, Ott foi ordenado sacerdote em 1930. Ele recebeu seu doutorado em Munique (1931-1936) sob Martin Grabmann e foi orientado por ele no estudo do desenvolvimento da teologia medieval. Em 1936 foi außerordentlicher Professor,  e em 1941 um ordentlicher Professor de dogmática no colégio filosófico e teológico episcopal em Eichstätt. De 1960 a 1962 foi reitor desta universidade católica.
Sua pesquisa centrou-se principalmente na área da dogmática. Com seus Fundamentals of Catholic Dogma ele produziu uma obra de referência padrão sobre dogmática. A obra, popular entre clérigos e leigos, foi traduzida para mais de dez idiomas. O "Prefácio da segunda edição em inglês" (p. vii) diz: "Esta segunda edição em inglês incorpora as muitas mudanças feitas na segunda e na terceira edições em alemão."

## Obras
- Ott, Ludwig. Fundamentals of Catholic Dogma. 1955. Ed. James Bastible. Trans. Patrick Lynch. 2nd ed. St. Louis: B. Herder, 1957. Rpt. Rockford, IL: TAN Books, 1974 (most recently, 2009). Rpt. Fort Collins, CO: Roman Catholic Books, 2012 (hardback). (German: Grundriß der Katholischen Dogmatik. Freiburg: Herder, 1952.) (1952 original: ISBN 978-1-929291-85-4.)